# Upplands runinskrifter 606
Upplands runinskrifter 606, överst på bilden, är en försvunnen vikingatida runsten som funnits i Västra Ryds kyrka, Västra Ryds socken och Upplands-Bro kommun. Runstenen har förmodligen legat sönderslagen i golvet i kyrkan, men är förkommen åtminstone sedan 1800-talet.

## Inskriften
Translitterering av runraden:
[if... -uk : aistin : ufik... ... kuþfast : faþu... ... -uk : askiar ... bata : sin]
Normalisering till runsvenska:
... ok Øystæinn/Æistæinn Ofæig[ʀ] ... Guðfast, faðu[r] ... ok Asgærðr ... bonda sinn.
Översättning till nusvenska:
... och Östen ofeg ... [efter] Gudfast, [sin] fader, och Åsgärd [efter] sin man.